# America russa
Con il termine America russa (in russo Русская Америка?, Russkaja Amerika) si intende il territorio russo che attualmente costituisce lo stato dell'Alaska degli Stati Uniti d'America in un periodo compreso tra il XVIII e il XIX secolo. L'annessione formale all'Impero russo fu avviata nel 1799 con la creazione della Compagnia russo-americana. Talvolta l'America russa è chiamata anche Alaska russa (in russo Русская Аляска?, Russkaja Aljaska).

## Storia
Le prime missioni esplorative in Alaska iniziarono già nel secolo XVII, per continuare in quello successivo. In seguito si formarono i primi avamposti, anche se non duraturi, di commercianti di pellame. Alla fine del Settecento nacquero i primi insediamenti stabili. Con la colonizzazione russa, le isole Aleutine furono invase e, dopo alcune rivolte degli aleuti contro i russi, tali popolazioni furono sistematicamente sterminate.
Nel 1824, nonostante gli sforzi di Aleksandr Baranov, funzionario della Compagnia russo-americana, per consolidare il commercio russo delle pellicce, fu sottoscritto il trattato russo-americano, con cui venivano riconosciuti i diritti esclusivi nel commercio di pellame dell'Impero russo a nord del 54º parallelo. A metà del XIX secolo il governo russo si era ormai disinteressato delle sorti dell'Alaska. Venne così decisa la vendita del territorio agli Stati Uniti d'America, formalizzata il 9 aprile 1867 a Novo-Archangel'sk, per 7.200.000 dollari statunitensi.